# Jean-Louis Forain
Louis Henri Forain, dit Jean-Louis Forain, Jean Forain ou Louis Forain, né à Reims le 23 octobre 1852 et mort à Paris le 11 juillet 1931, est un peintre, illustrateur et graveur français.

## Biographie

### Jeunesse et formation
Fils d'un peintre en bâtiment, Jean-Louis Forain s'établit à Paris vers les années 1860 et étudie la peinture et le dessin auprès de Louis Jacquesson de la Chevreuse, Jean-Baptiste Carpeaux et André Gill. Entré à l'École des beaux-arts de Paris, il a pour professeur Jean-Léon Gérôme.

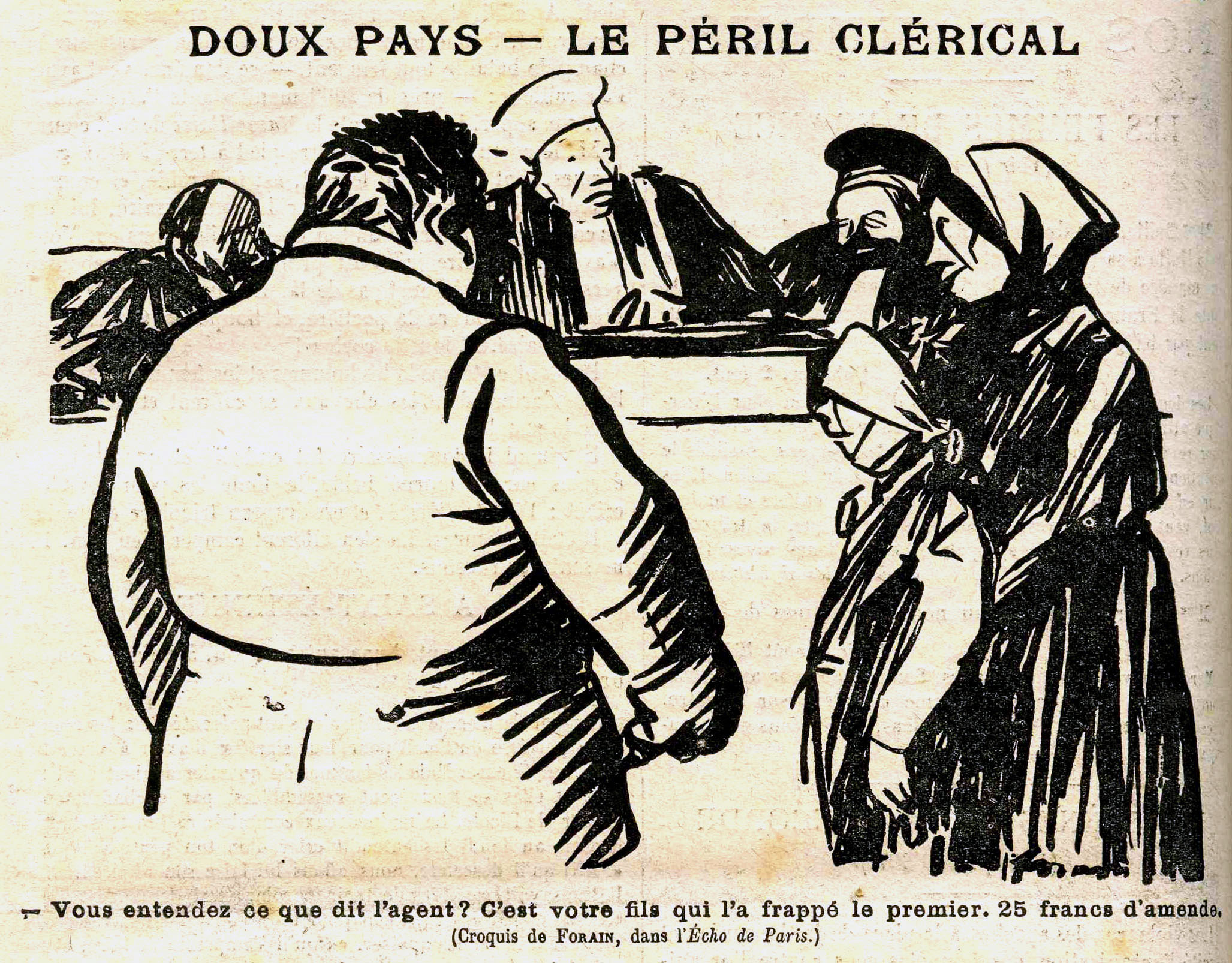
« Doux pays – Le péril clérical », croquis pour L'Écho de Paris, publié dans Le Pèlerin en 1902.

Durant la guerre de 1870, il est amené à participer, à l'âge de dix-huit ans, à la Commune de Paris comme chargé du service des voitures à la préfecture de police, rue de Jérusalem, quai des Orfèvres. Durant la Semaine sanglante et la répression Versaillaise, il n'est pas considéré comme un communard armé et est laissé en liberté. Par la suite, il devient l'ami de Paul Verlaine et d'Arthur Rimbaud. Il habite avec ce dernier dans une chambre louée par Verlaine à Paris, rue Campagne-Première, de janvier à mars 1872. À cette époque on le surnomme Gavroche. Il servira également de messager entre Verlaine et Rimbaud, leur permettant de se domicilier chez lui pour leurs envois de lettres aimantes ou « martyriques ».
Bientôt, il est un familier des salons de Nina de Callias et de la comtesse de Loynes, où il croise les écrivains Maurice Barrès, Paul Bourget, et fréquente Edgar Degas et Édouard Manet. Il commence sa carrière de peintre aux côtés des impressionnistes avec qui il participe à plusieurs expositions entre 1879 et 1886. Il est très proche de son aîné Degas, qui, évoquant ses futures funérailles, dira un jour : « Je ne veux pas de discours. Si ! Forain vous en ferez un, vous direz : il aimait le dessin. » Degas, volontiers cinglant, dira aussi à propos d'une Danseuse de Forain : « Ce jeune homme vole de nos propres ailes. »

### Le début de sa carrière d'illustrateur
Il débute comme illustrateur en 1876 dans la revue La Cravache parisienne et publie quelques caricatures dans différents journaux tels que Le Scapin en 1876, puis La Vie moderne, Le Monde parisien et La République des lettres, où il fait preuve d’une ironie pleine de verve. Découvrant le monde de l'opéra avec ses danseuses et ses abonnés, il en fait son thème de prédilection.
Jean-Louis Forain participe à quatre des huit expositions impressionnistes (1879, 1880, 1881 et 1886). Dans les années 1885 et 1886, il fréquente le café-restaurant Au Tambourin au 62, boulevard de Clichy.
Son tableau Le Buffet, qui montre une réception mondaine, est reçu au Salon des artistes français de 1884. Le Veuf est également accepté au Salon de 1885. À partir de 1887, Le Courrier français lance Forain en publiant régulièrement ses dessins satiriques et, en 1891, débute sa collaboration avec Le Figaro qui durera 35 ans. De nombreux journaux tels L'Écho de Paris, le New York Herald, le Journal amusant, Le Rire, Le Temps, L'Assiette au beurre, Le Gaulois se disputent également son esprit caustique. Il explique dans Le Fifre, son propre journal lancé en 1889, qu’il veut « conter la vie de tous les jours, montrer le ridicule de certaines douleurs, la tristesse de bien des joies, et constater rudement quelquefois par quelle hypocrite façon le Vice tend à se manifester en nous ».

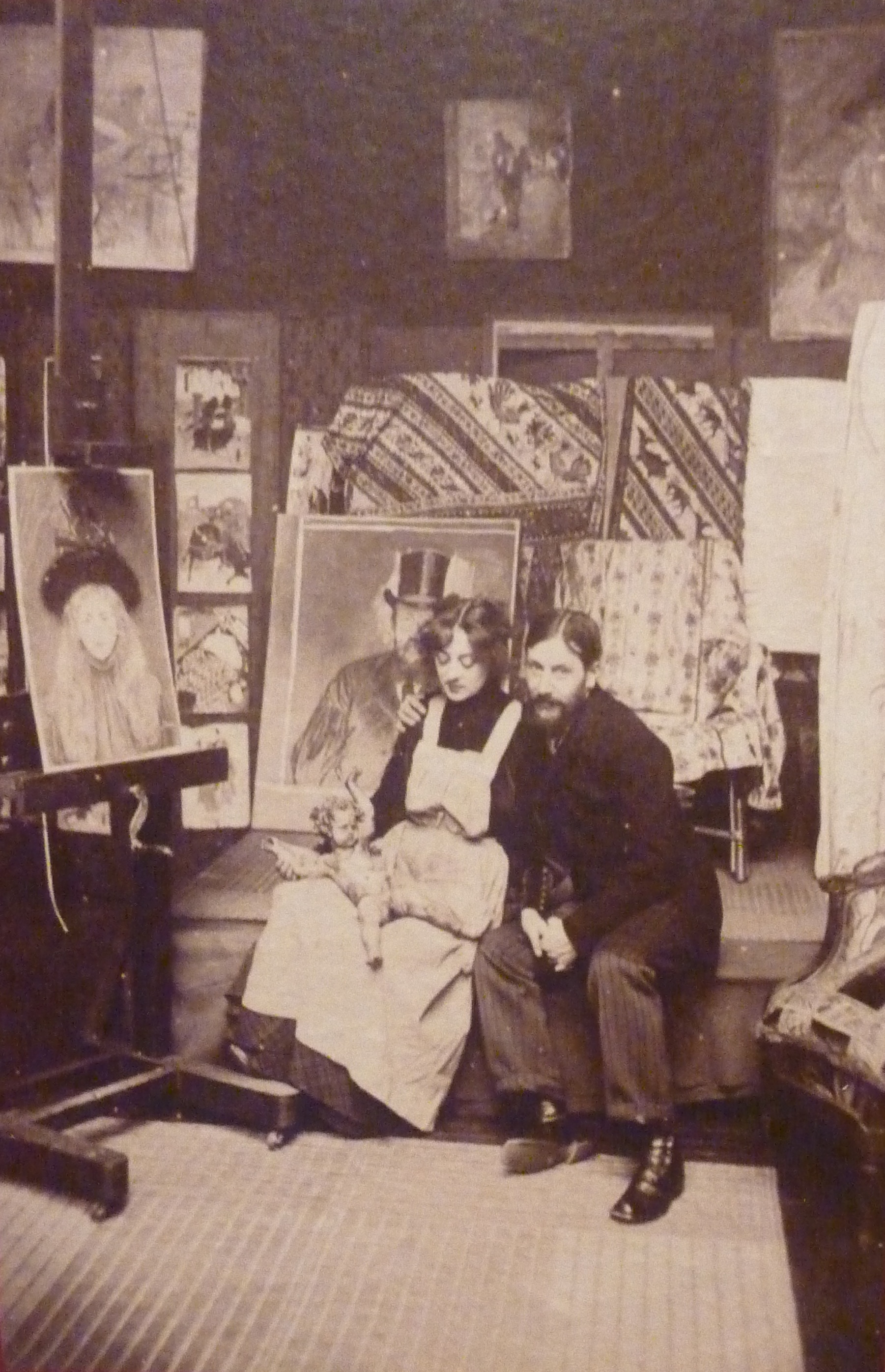
Le peintre Forain et sa femme dans son atelier en 1891, photographie anonyme, Paris, musée d'Orsay.

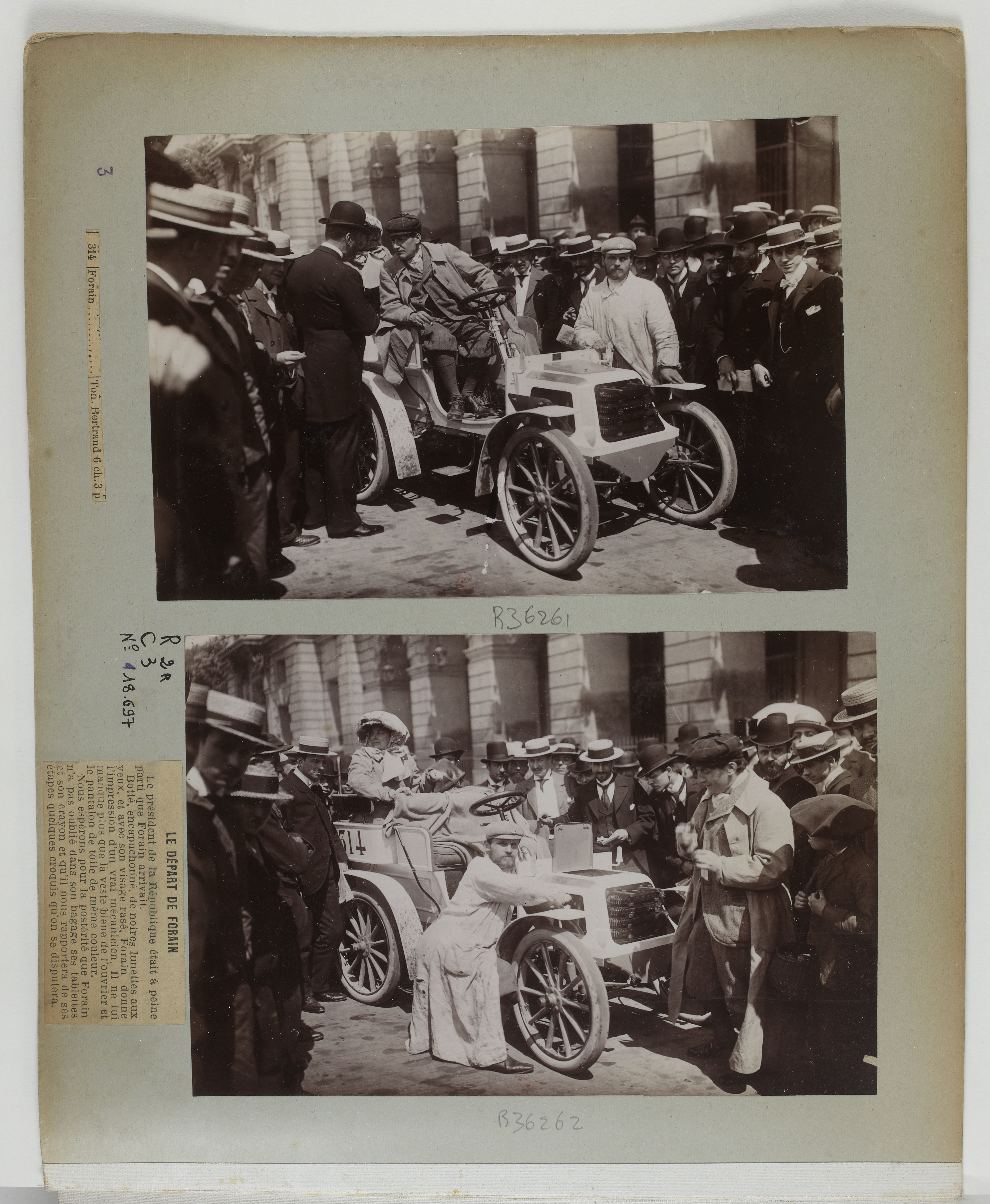
Au départ de l'excursion des touristes de la course Paris-Berlin en 1901, Paris, BnF.

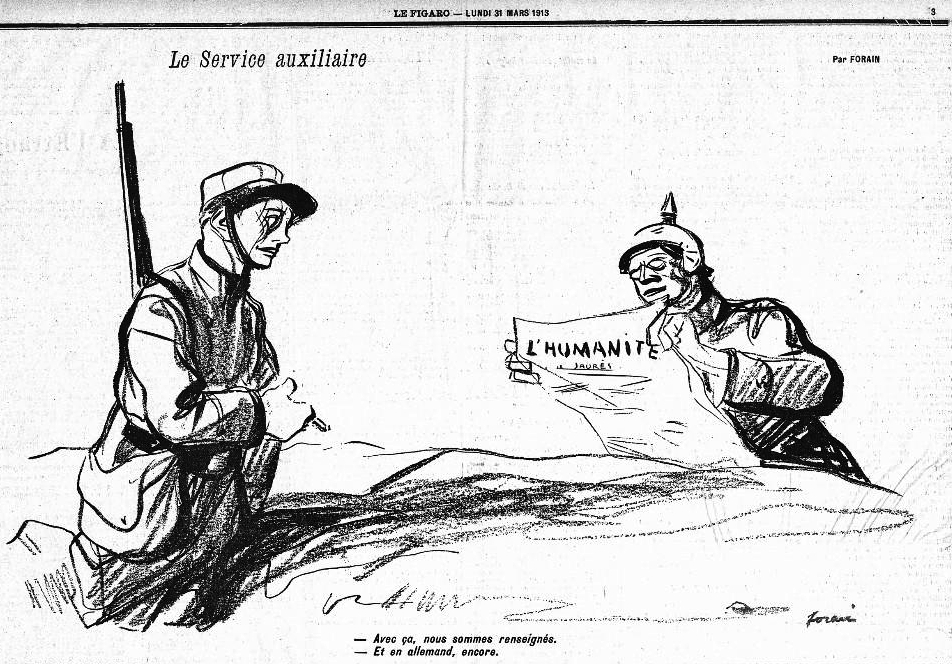
« Le Service auxiliaire », dessin paru dans Le Figaro du 31 mars 1913.

En 1891, Forain épouse la portraitiste Jeanne Bosc.
Avec le boulangisme, le scandale de Panama, et l’affaire Dreyfus, Forain se détourne de la satire sociale et s’oriente progressivement vers la satire politique contre les « turpitudes » de la Troisième République. Il fréquente à cette époque le salon de la comtesse de Martel. Le polémiste se déchaîne dans le Psst…!, journal anti-dreyfusard et antisémite qu’il fonde en 1898 avec Caran d'Ache et le soutien actif d'Edgar Degas et Maurice Barrès. Le guide Paris-Parisien, qui le considère en 1896 comme une « notoriété de la vie parisienne », le décrit comme un « dessinateur de grand talent qui voit les choses en laid ». En 1900, il retrouve la foi catholique de son enfance et participe à plusieurs pèlerinages à Lourdes.
Forain fait désormais partie du Tout-Paris. Il a sa loge à l'opéra, sa table chez Maxim's, sa place à l'hippodrome et son atelier au 30 bis, rue Spontini dans le 16e arrondissement de Paris). Il est membre de cercles sélects comme le Jockey Club et l'Automobile Club de France (ACF). Passionné de mécanique, il participe en 1901 avec sa voiturette Bertrand à l'excursion des touristes qui précède et accompagne la course de vitesse Paris-Berlin organisée par l'ACF. Une panne mécanique le contraint à abandonner.

### Jean-Louis Forain face au conflit mondial

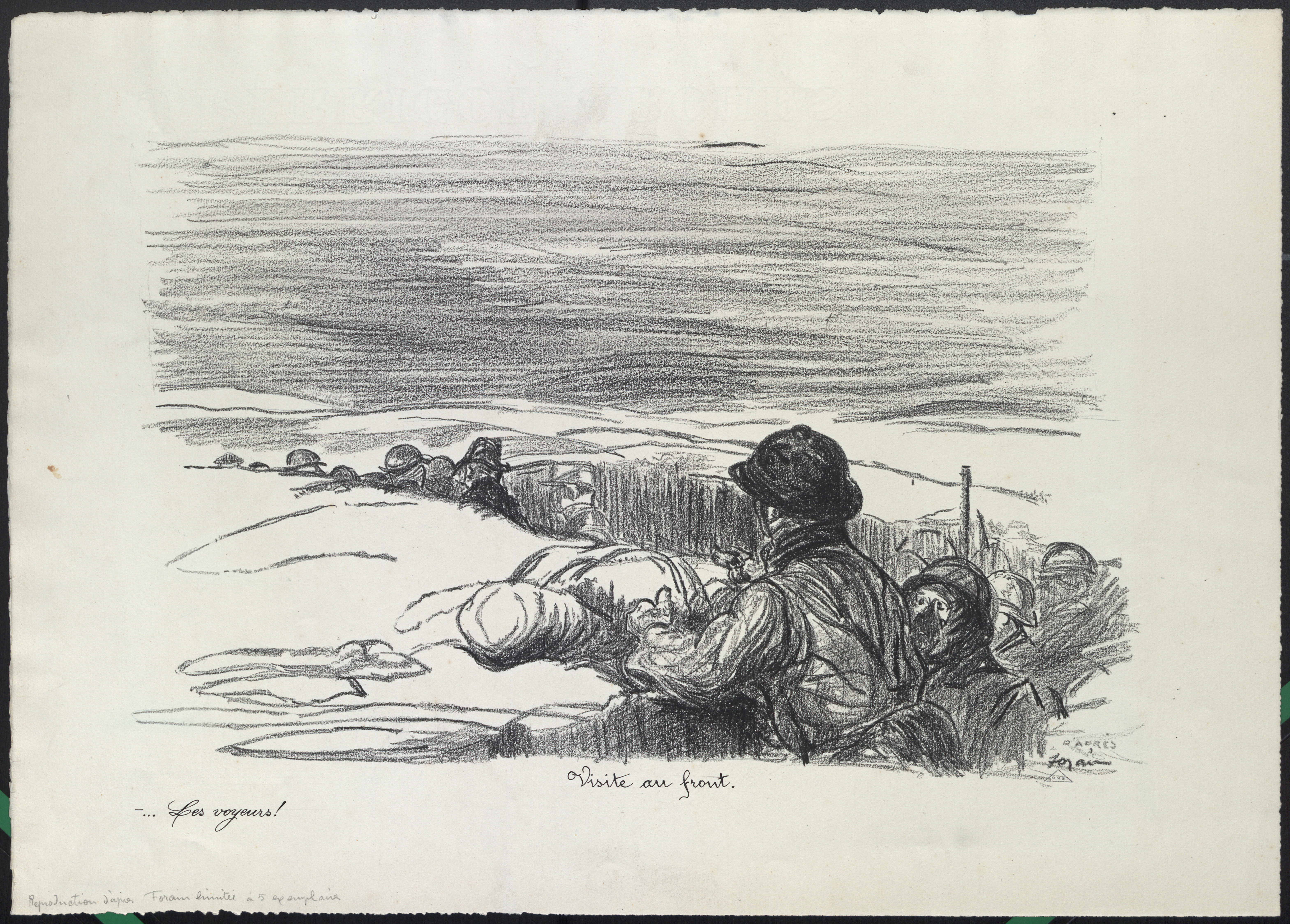
"Vu du front", Jean-Louis Forain, Nanterre, La Contemporaine

Pendant la Première Guerre mondiale, il exalte le patriotisme de ses contemporains dans L’Opinion, Le Figaro et Oui avec des légendes telles que « — Pourvu qu’ils tiennent. — Qui ça ? — Les Civils », parue le 9 janvier 1915.
Au début du conflit, le peintre et son épouse se replient un temps à Tours, puis à Dieppe où leur fils blessé a été évacué. Jean-Louis Forain s’engage volontairement en 1914, à 62 ans à la suite d’un double évènement : la blessure de son fils au front, qui s’engagera ensuite auprès de l’armée d’Orient, et ce qu’on nomma « le Crime de Reims », soit le bombardement de la cathédrale et l’évêché de la ville d’origine de Forain, Reims, le 19 septembre 1914.
La section de Camouflage, dont Forain fut inspecteur général, est créé le 4 août 1915. Lucien-Victor Guirand de Scévola serait à l’origine des premiers pièges visuels, en dissimulant à Pont à Mousson en août 1914, une batterie sous des branchages et des toiles peintes. Cette section de Camouflage dispose d’un atelier parisien, celui des Buttes-Chaumont, où Louis Abel-Truchet forme les camoufleurs ; et de plusieurs ateliers dans le reste du pays (Amiens, Nancy, Noyon…). Cette technique, pivot entre art et technique de combat, s’exporte vers l’Italie, où une équipe française à laquelle appartient Forain se rend pour former des artistes locaux sur le front autrichien. Jean-Louis Forain se rend donc sur le front autrichien du mois d’octobre 1917 à février 1918.

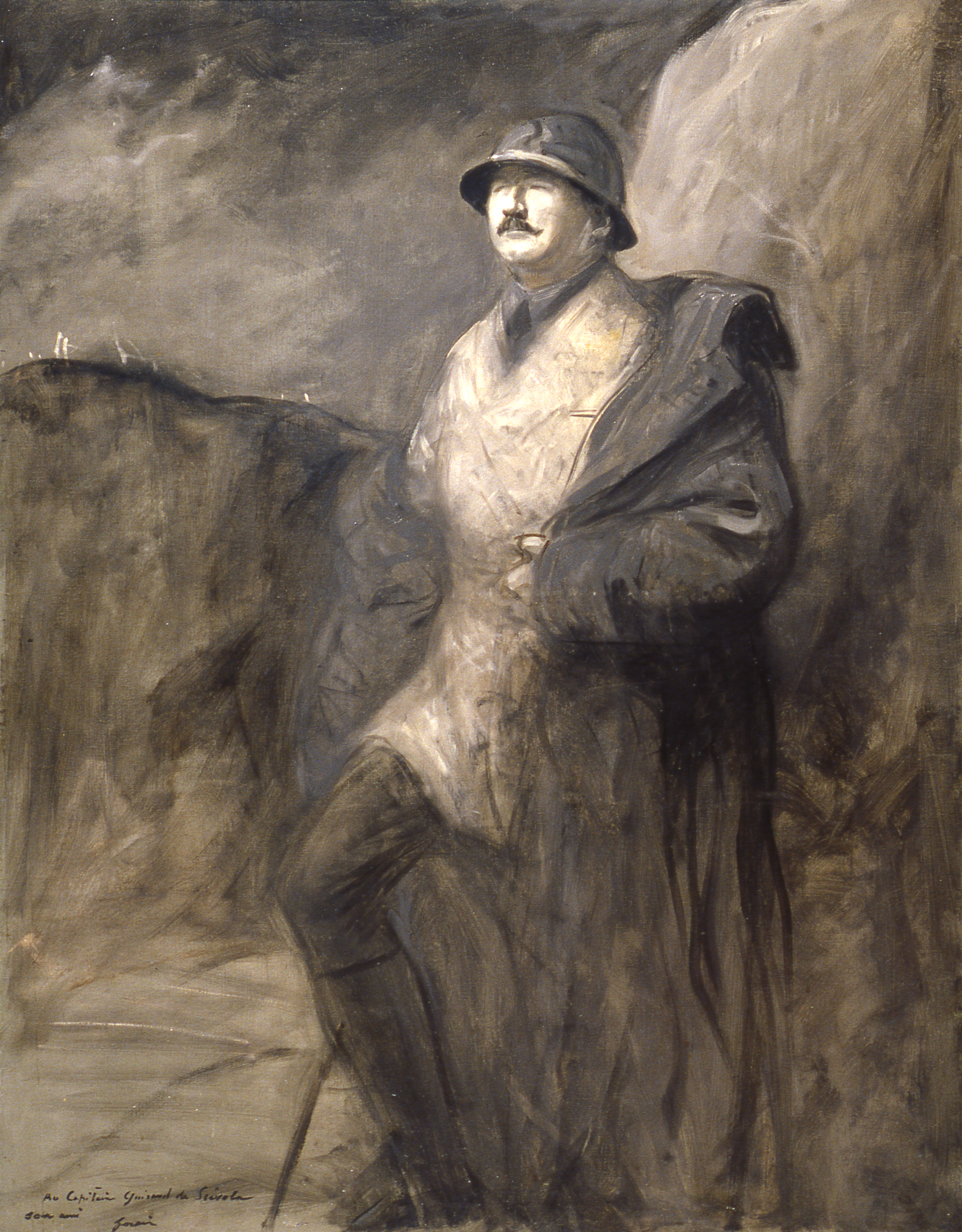
Portrait de Lucien-Victor Guirand de Scévola dans la tranchée, Jean-Louis Forain, 1915-1918, Huile sur toile, 119 x 92 cm, Nanterre, La Contemporaine

En parallèle de ses activités au sein de la section Camouflage, il poursuit ces activités d’illustrateur de presse. Il publie chaque semaine un dessin dans différents journaux : l’Opinion, Le Figaro et Oui - qui devient l’Avenir de la France en 1919. Son premier dessin sur le conflit paraît le 11 août 1914 dans Le Figaro, après qu’on lui ai plusieurs fois refusé de se rendre sur le front comme correspondant de guerre. Il publie 53 dessins pour l’Opinion, à chaque fois en double page centrale. Le premier dessin de Forain publié au sein de cette revue est daté du 4 décembre 1915. Il contribue ensuite très rapidement au Figaro, dès le 8 décembre de la même année, et ce, jusqu’au 14 février 1917. Ses dessins sont à chaque fois publiés en page 3. C’est durant la période de publication au Figaro que Forain va subir la censure étatique : le mercredi 16 février 1916, le Figaro doit renoncer à la publication d’un de ses dessins, ce qui est mentionné au moyen d’un encart. Ledit dessin traitait de la création du poste de commissaire des armées, et Forain dénonçait la lourdeur administrative qui découlerait de cette création, ainsi que le manque de connaissance des réalités du front de cette nouvelle classe de fonctionnaire. Le dessin sera cependant tiré, comme la majorité des dessins de presse, à 300 exemplaires sur papier Japon. Cet acte de censure sera même commenté par Georges Clemenceau le 19 février 1916 dans L'Homme libre. Enfin, il publie 46 dessins pour Oui, puis 25 dessins après le changement de nom de la revue le 1er janvier 1919, qui devient L'avenir de la france. Dans cette revue, un de ses dessins est publié chaque semaine, souvent en bas de la première page.
Le mercredi 2 juillet 1919, Forain livre son dernier dessin de guerre, qui s’intitule Versailles, 28 juin, et qui occupe la moitié de la première page de la revue.
Ses compositions associent généralement une saynète dessinée à une accroche écrite, souvent en marge. Forain écrit lui-même les légendes. Certaines de ses créations sont largement ironiques, d’autres jouent à contrario sur le ressort de l’émotion. Il dessine régulièrement sans modèles, cependant ces visites courantes sur le front auprès de la section Camouflage lui permettent de nourrir son imaginaire. Cette implication réelle dans le conflit et ces lieux lui permet de créer une œuvre réaliste, et donc, largement appréciée, notamment des soldats ayant éprouvés le front. L’ensemble de ses compositions sont très sobres, on ne peut donc pas qualifier Forain de caricaturiste. Il accorde au vide une place très particulière, qui contribue à créer une ambiance dramatique à ses scènes de combat.
Douze de ses dessins sont édités en carte postale. Les cartes postales seront également éditées en Angleterre. A ce propos, on peut noter que la diffusion en cartes postales fut différée en raison d’une des cartes de la sélection, qui représentait, en date du 27 décembre 1916, un soldat montrant des terres françaises dévastées au président Woodrow Wilson, tout en spécifiant « - Qu’est ce que vous diriez, si c’était New-York ? ». A cette période, l’attitude du président Wilson vis-à-vis de l’Allemagne demeure floue, mais six mois plus tard, les Etats-Unis rentrent en guerre, le 2 avril. Cette saynète, qui n’avait pas courroucé la censure à sa première publication, attire six moi après les affres de cette dernière. L’œuvre fut donc remplacé par un autre dessin.
Outre cela, deux sujets sont tirés sous forme de tracts légendés en allemand pour démoraliser l’ennemi. En mai 1916, des avions français larguent des feuillets reproduisant notamment La Borne, un dessins publié le 22 mars 1916 dans le Figaro, et Tu as l’air de les plaindre, les Boches ! -Dame, nous au moins on est sûrs que nos vieux mangent, publié le 17 mai 1916 dans le Figaro. C’est le service de la propagande aérienne, crée en août 1915 par le ministère de la Guerre, qui a la charge de ces largages. On ignore cependant le nombre d’exemplaires qui furent largués.
Jean-Louis Forain s’engage aussi auprès de différentes œuvres de charité, en réalisant des affiches, dont la vente revient auxdites œuvres. C’est le cas pour Le vêtement du prisonnier de guerre, dont la mission est d’envoyer des colis aux prisonniers français et belges en Allemagne qui n’ont pas de famille. Cette association est rattachée au Mouvement international de la Croix-Rouge et du Croissant-Rouge, et le dessin de Forain va être édité en cartes postales et affiches. Ce dessin fut exposé durant l’exposition de 1916 « L’art pendant la guerre ». Pour l’association Le bon feu, une œuvre fondée par Pierre Wolff pour aider les artistes éprouvés par la guerre, il réalise également un dessin. Sur ce dernier, il figure un peintre âgé, grelottant au point de ne plus pouvoir se saisir de sa palette, tandis que sa femme, debout près de lui, observe l’âtre vide de sa cheminée d’un air las.
Il propose également un projet pour une récole de fonds lancée par l'école des Beaux-Arts de Paris pour leurs camarades engagés ou blessés. Pour cette commande de 1917, il propose le dessin Le retour de l’artiste, aujourd’hui conservé au Musée des Beaux-Arts de Reims, œuvre représentant un jeune peintre amputé, le regard las vers une de ses toiles, sûrement peinte avant son engagement. L’œuvre, d’un réalisme glacial, ne fut pas accepté par les instances de l’Ecole, le sujet étant traité avec une gravité toute particulière.
Durant ces quatre années, que ce soit par son engagement volontaire ou sa production graphique, Jean-Louis Forain se détourne complètement d’autres thématiques traitées antérieurement.
En marge de ces publications dans la presse, un album regroupe les dessins de cette période. Il est publié en 1920 par les éditions Pierre Lafitte, en deux volumes, et porte pour titre : De la Marne au Rhin. La majorité des dessins de l’artiste publié dans la presse chaque semaine était tiré à 300 exemplaires, numérotés et à chaque fois signés par l’artiste.
Il s’intéresse majoritairement au front occidental, portant cependant un intérêt à la situation grecque en raison de l’engagement de son fils auprès de l’armée d’Orient.

### Dernières années
Après la guerre, durant l'hiver 1920, Forain participe avec d'autres artistes — Adolphe Willette, Francisque Poulbot, Maurice Neumont, Louis Morin, Maurice Millière, Raoul Guérin, Jules Depaquit — à la fondation de la fantaisiste République de Montmartre, et en est élu président. Il est, aux côtés de Joë Bridge, Adolphe Willette, Francisque Poulbot, Maurice Neumont, etc. membre de la goguette du Cornet.
En 1921, par attachement à sa ville natale de Reims, il offre au musée municipal un lot important de dessins préparatoires. Certains de ses dessins de guerre sont d'ailleurs conservés au musée des Beaux-Arts de Reims.
Forain est élu membre de l'Académie des beaux-arts en 1923. La même année, il devient président de la République de Montmartre et le restera jusqu'à la fin de sa vie. Il est membre de la Royal Academy en 1931 et promu commandeur de la Légion d'honneur. Il est inhumé au cimetière du Chesnay, alors petit village proche de Versailles, où il possédait une maison de campagne. Une note mentionne ses obsèques dans les Cahiers de Paul Valéry, à la date du 15 juillet 1931.

## Œuvres dans des collections publiques

### Huile sur toile
- Le Salon, vers 1878, Albi, musée Toulouse-Lautrec.
- La Loge, vers 1880, 44 × 37 cm, Paris, musée Carnavalet[23].
- Les Courses, vers 1880, Moscou, musée des Beaux-Arts Pouchkine.
- Dans les Coulisses, vers 1880, 46,4 × 38,4 cm, Washington, National Gallery of Art[24].
- Dame à la cape de fourrure, vers 1880, 22 × 16,4 cm, Édimbourg, Galerie nationale d'Écosse[25].
- Femme dans une chaise-longue, vers 1880, 41 × 34 cm, Oxford, Ashmolean Museum[26].
- Portrait d'un acteur, vers 1880-1890, 41 × 34 cm, Philadelphie, Philadelphia Museum of Art[27].
- Le Pêcheur, 1884, 95 × 100 cm, Southampton, Southampton City Art Gallery[28].
- Le Funambule, vers 1885, 46,2 × 38,2 cm, Chicago, Art Institute of Chicago[29].
- Le Tub, vers 1886-1887, 65,4 × 54,6 cm, Londres, Tate Britain[30].
- Danseuse, vers 1890-1895, 60,5 × 47,6 cm, Brême, Kunsthalle[31].
- Les Courses à Longchamp, vers 1891, 73,7 × 92,7 cm, Washington, National Gallery of Art[32].
- Le Ballet, 1895, 61,4 × 50,4 cm, Brême, Kunsthalle[33].
- Music-Hall, 1895-1896, 50,5 × 61 cm, Saint-Pétersbourg, musée de l'Ermitage[34].
- Madame Forain pêchant à la ligne, 1896, 95,5 × 101 cm, Washington, National Gallery of Art[35].
- Autoportrait, 1898, 78,5 × 64 cm, Paris, Petit Palais[36].
- Dans les Coulisses, 1899, 60,5 × 73,8 cm, Chicago, Art Institute of Chicago[37].
- La Buveuse d'absinthe, fin XIXe début XXe siècle, 20,5 × 13,2 cm, Providence, Rhode Island School of Design Museum[38].
- L'Audition, vers 1900, 74,6 × 60,6 cm, Philadelphie, Philadelphia Museum of Art[39].
- Rencontre à Emmaüs, vers 1900-1910, 61 × 52 cm, Pittsburgh, Carnegie Museum of Art[40].
- Assistance juridique, entre 1900 et 1912, 61 × 73 cm, Londres, National Gallery[41].
- Scène de tribunal, 1901, 55 × 74 cm, Dublin, Galerie nationale d'Irlande[42].
- Le Tribunal, 1902-1903, 60,5 × 73 cm, Londres, Tate Britain[43].
- Danseuses en coulisses, vers 1904, 87,5 × 72,8 cm, Manchester, Manchester Art Gallery[44].
- Maternité, vers 1904-1905, 65,7 × 81,4 cm, Chicago, Art Institute of Chicago[45].
- Scène de tribunal, vers 1904-1910, 61 × 73,7 cm, Providence, Rhode Island School of Design Museum[46].
- Anna de Noailles, vers 1905, 100 × 91 cm, Paris, musée Carnavalet[47].
- Danseuses en rose, vers 1905, 60,3 × 73,6 cm, Madrid, musée Thyssen-Bornemisza[48].
- Portrait de l'artiste, 1906, 73,5 × 60,5 cm, Paris, musée d'Orsay[49].
- La Pétition, 1906, 101,6 × 82 cm, Washington, National Gallery of Art[50].
- La Plaidoirie, 1907, 65 × 81 cm, Paris,musée d'Orsay[51].
- Avocat et Accusé, 1908, 65 × 81 cm, Londres, Tate Britain[52].
- La Palissade, vers 1908, Washington, National Gallery of Art[53].
- La Mère célibataire, 1909, 61 × 73,7 cm, Bristol, Bristol City Museum and Art Gallery[54].
- La Pétitionnaire, vers 1910, 61,5 × 50,5 cm, Washington, National Gallery of Art[55].
- La Borne, 1916, 50 × 65 cm, Paris, musée de l'Armée[56].
- La Maison retrouvée, 1918, 72 × 91 cm, Paris, musée d'Orsay[57].
- La Réquisition, vers 1919, 50 × 61 cm, Washington, National Gallery of Art[58].
- Le Calvaire, vers 1920, 80 × 118 cm, Ottawa, Musée des beaux-arts du Canada[59].
- Artiste et Modèle, 1925, 54,4 × 65 cm, Washington, National Gallery of Art[60].
- Scène de tribunal, vers 1925, Paris, musée du Louvre.
- Le Charleston, 1926, 60,1 × 73,6 cm, Washington, National Gallery of Art[61].
- Scène dans les coulisses d'un théatre, non daté, 74 × 60 cm, Oxford, Ashmolean Museum[62].
- Le Veuf, non daté, 141 × 100 cm, Paris, musée d'Orsay[63].
- Buste d'un petit garçon au manteau rouge, non daté, 45,5 × 40 cm, Cambridge, Fitzwilliam Museum[64].
- La Salle d'attente, non daté, 60,5 × 73,5 cm, Aberdeen, Aberdeen Art Gallery (en)[65].
- Scène de tribunal, non daté, 54,5 × 65 cm, Paris, musée d'Orsay[66].
- Scène de tribunal, non daté, 61,1 × 73,4 cm, Cardiff, Musée national[67].
- Arrêt de la Cour, non daté, 60,6 × 73,3 cm, New York, Metropolitan Museum of Art[68].
- Danseuse debout derrière un portant de coulisse, non daté, 46 × 61 cm, Paris, musée d'Orsay[69].
- Danseuse assise, non daté, 78,5 × 63 cm, Oxford, Ashmolean Museum[70].
- L'Atelier, non daté, 73 × 60,5 cm, Paris, musée d'Orsay[71].
- Soldat allemand au milieu d'un cimetière, non daté, 38,5 × 46 cm, Paris, musée d'Orsay[72].

### Huile sur bois
- Scènes de tribunal-Le Prétoire, 1870-1880, Saint-Denis-de-la-Réunion, musée Léon-Dierx[73].

### Pastel
- Portrait de J-K. Huysmans, vers 1878, Paris, musée d'Orsay[74].
- L'Orchestre, vers 1880, Chicago, Art Institute of Chicago[75].
- Femme respirant des fleurs, 1883, Memphis, Dixon Gallery and Gardens (en).
- Dans les Coulisses, vers 1900, Paris, Petit Palais.
- Femme à sa toilette, vers 1895-1896, Mexico, musée Soumaya.
- Paysanne en sabots de retour du marché, entre 1900 et 1930, Québec, Musée national des beaux-arts du Québec[76].

### Aquarelle
- La Belle Véronique, vers 1877, Memphis, Dixon Gallery and Gardens (en)[77].
- Le Client, 1878, Memphis, Dixon Gallery and Gardens (en).
- Le Bar aux Folies-Bergère, 1878, New York, Brooklyn Museum[78].
- Entracte, Sur la Scène, 1879, Memphis, Dixon Gallery and Gardens (en).
- Soirée parisienne, vers 1878, Memphis, Dixon Gallery and Gardens (en).
- La Promenade, 1880, Brême, Kunsthalle[77].
- Dans les Coulisses, vers 1889, Budapest, musée des Beaux-Arts[79].
- Le Champ de course, 1918, Moscou, musée des Beaux-Arts Pouchkine[80].

### Gouache
- L'Anglais au promenoir, vers 1879, gouache, 32 × 24 cm, Troyes, musée d'Art moderne[77].
- Intérieur de café, vers 1879, gouache et aquarelle, 32,8 × 25,5 cm, Memphis, Dixon Gallery and Gardens (en)[77]
- Le Champ de course, vers 1891, 80,5 × 114,9 cm, Washington, National Gallery of Art[81].
- La Confidence au bal, 1894, gouache sur papier brun, Paris, musée des Arts décoratifs[82].
- Le Trottin de Paris, 1894, gouache, Genève, Petit Palais.

### Cartons
- Dix-sept cartons (1894) pour des panneaux de mosaïque en céramique illustrant la société parisienne et ses mœurs à la fin du XIXe siècle, réalisés par l'atelier du mosaïste Giandomenico Facchina (1826-1903) pour la façade du Café Riche, boulevard des Italiens à Paris, dont entre autres : La Confidence au bal[83], Le Crieur de journaux[84], La Cycliste, Jeune femme coiffée d'un chapeau au champ de courses, La Petite Marchande de violettes et l'étude Femme avec loup et gants noirs[85], Paris, musée des Arts décoratifs. À la même commande appartiennent Le Trottin, L'Enceinte du pesage ou Les Élégantes aux courses (collection particulière) et L'Artiste en villégiature[86].

Œuvres de Jean-Louis Forain
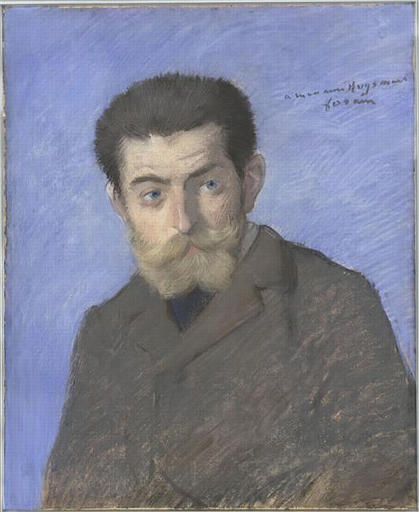
Joris-Karl Huysmans (vers 1878), Paris, musée d'Orsay.
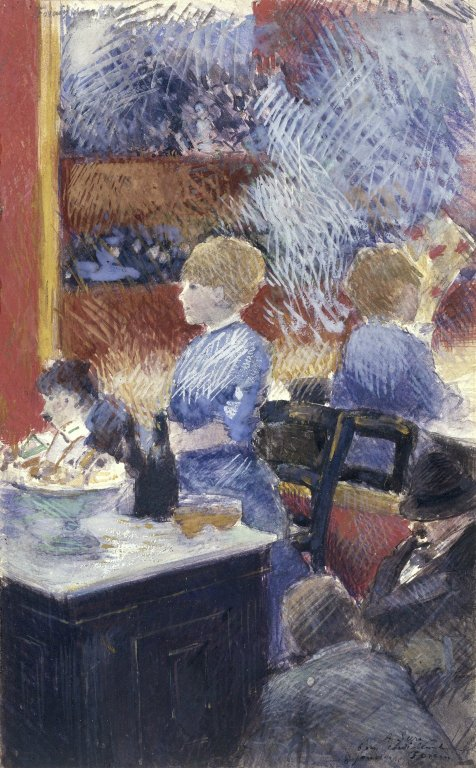
Le Bar aux Folies-Bergère (1878), New York, Brooklyn Museum.
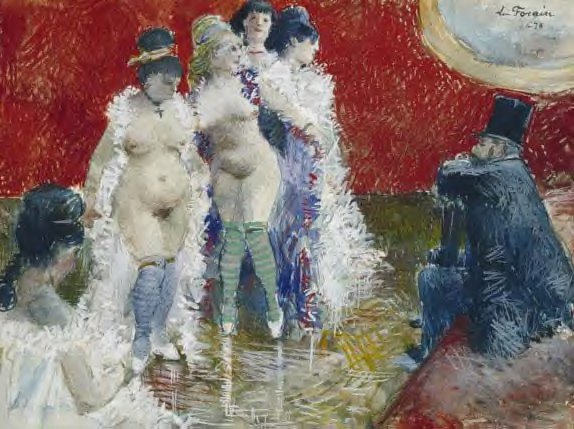
Le Client (1878), Memphis, Dixon Gallery and Gardens (en).
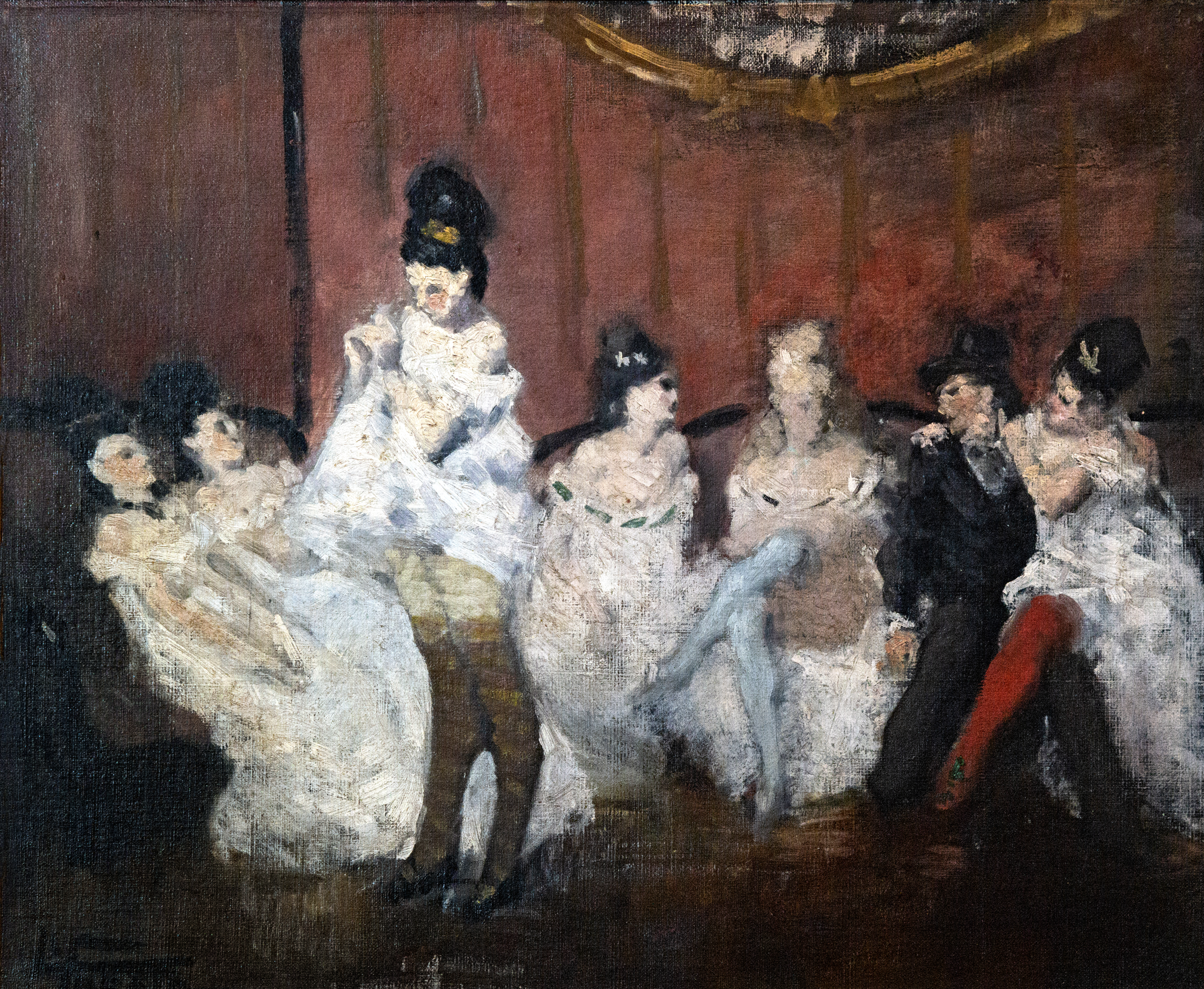
Le salon (1878), Albi, musée Toulouse-Lautrec.
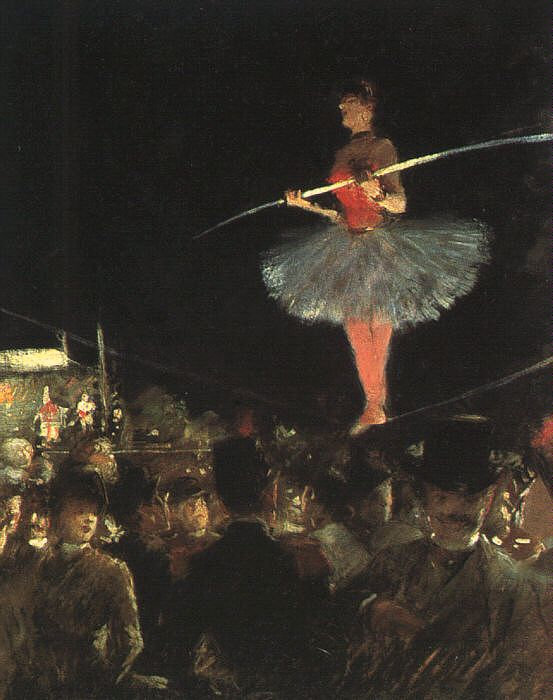
L'Acrobate (vers 1880), Chicago, Art Institute of Chicago.
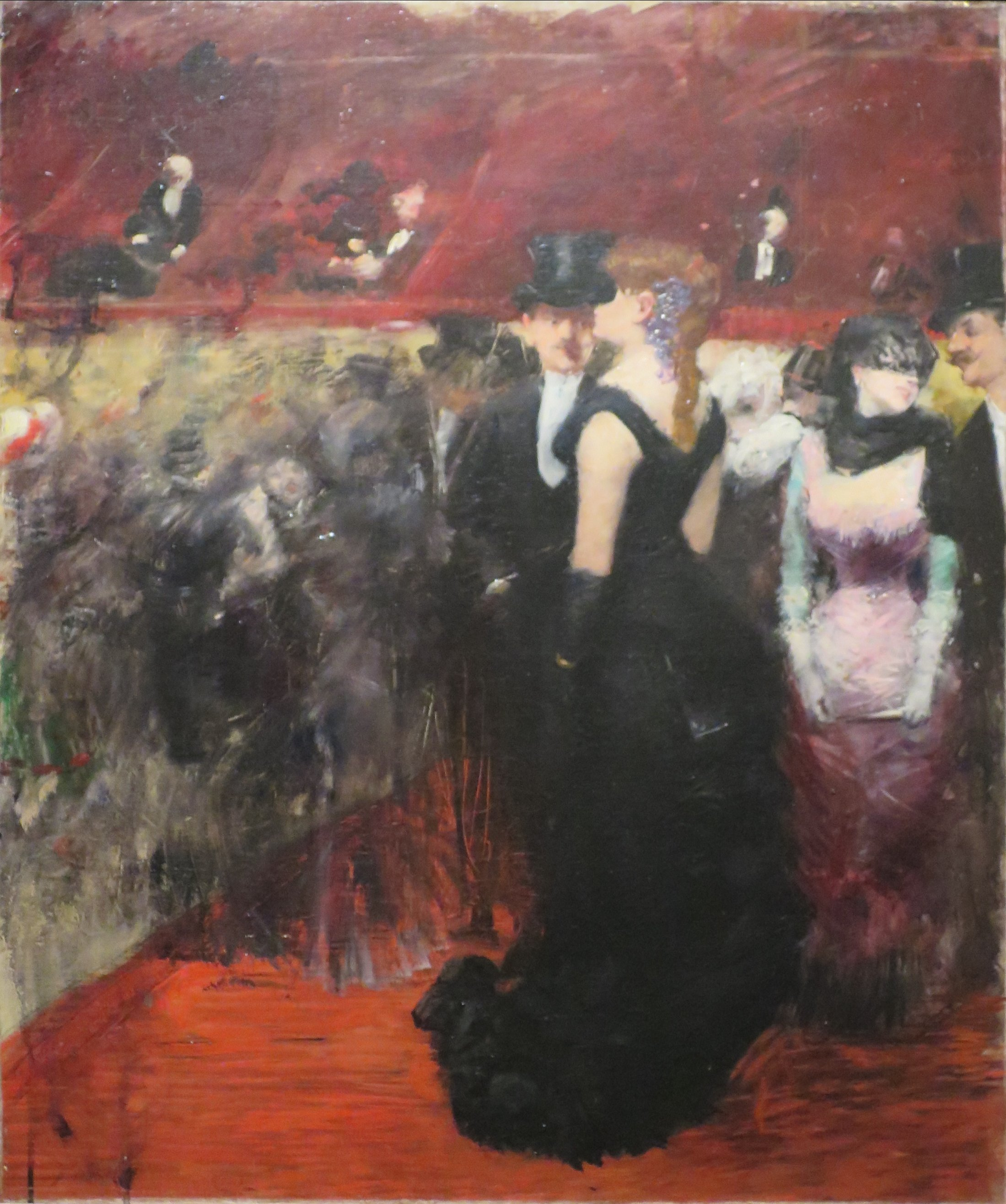
Bal à l'Opéra de Paris (vers 1880), Moscou, musée des beaux-arts Pouchkine.
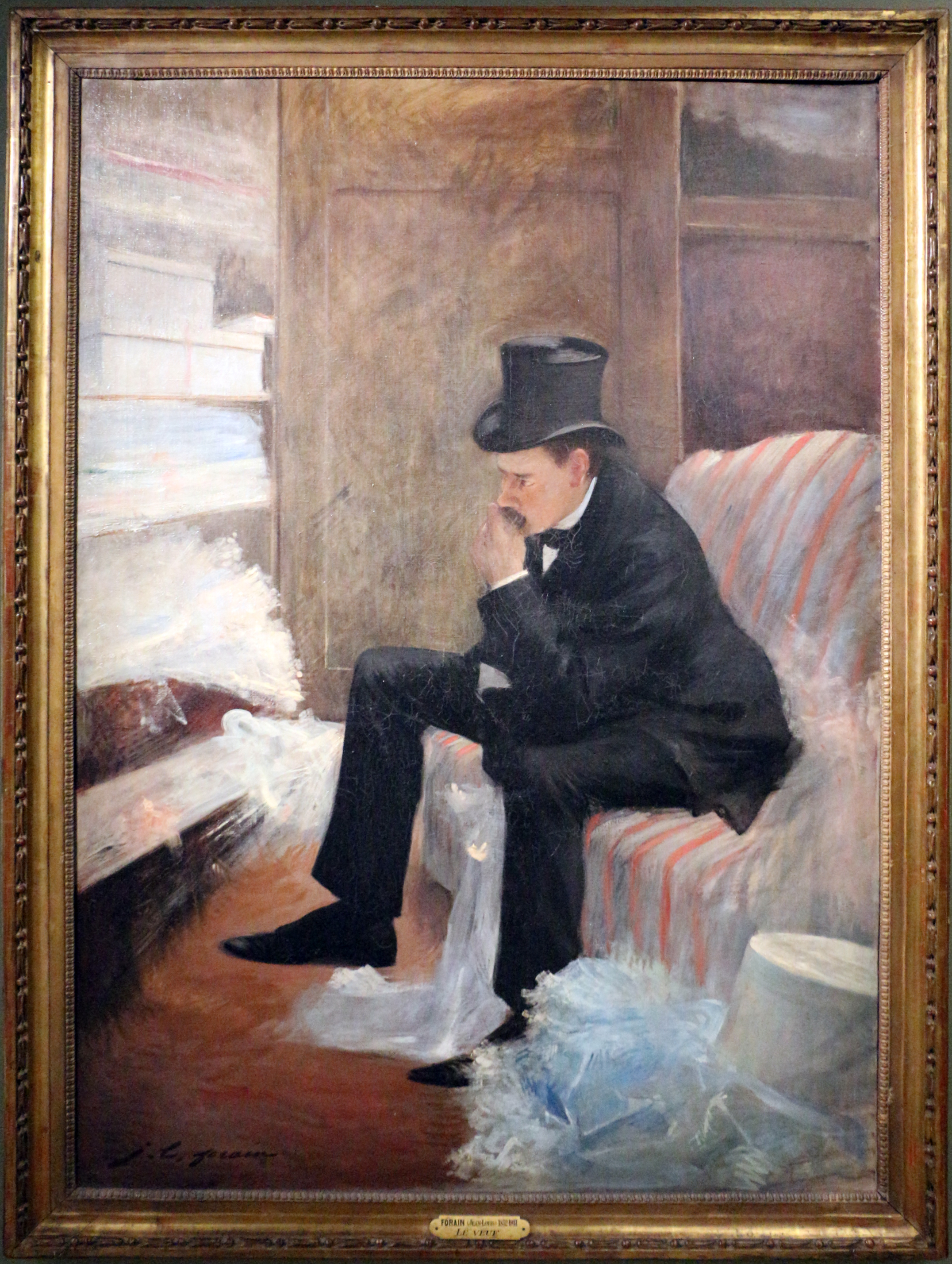
Le Veuf (1882-1885), Paris, musée d'Orsay.
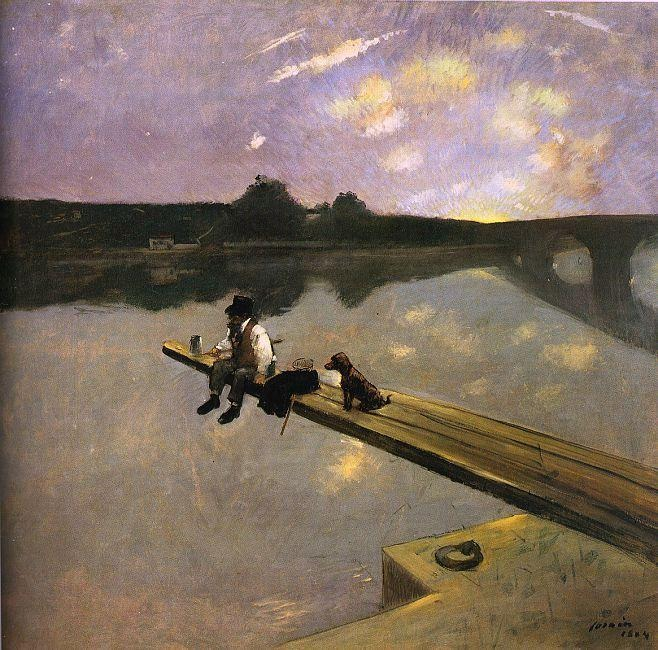
Le Pêcheur (1884), Southampton, Southampton City Art Gallery.
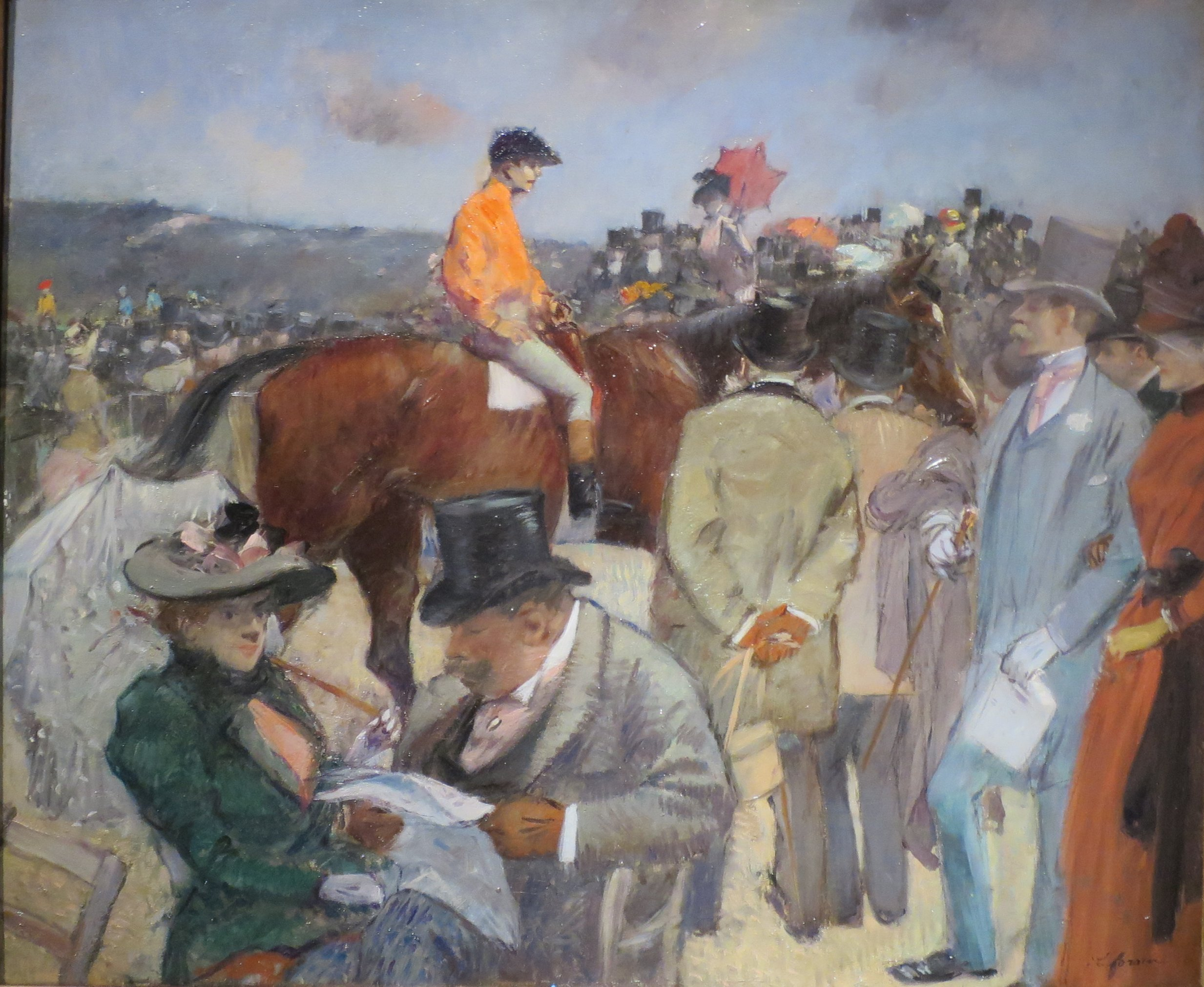
Les Courses (1888-1890), Moscou, musée des beaux-arts Pouchkine.
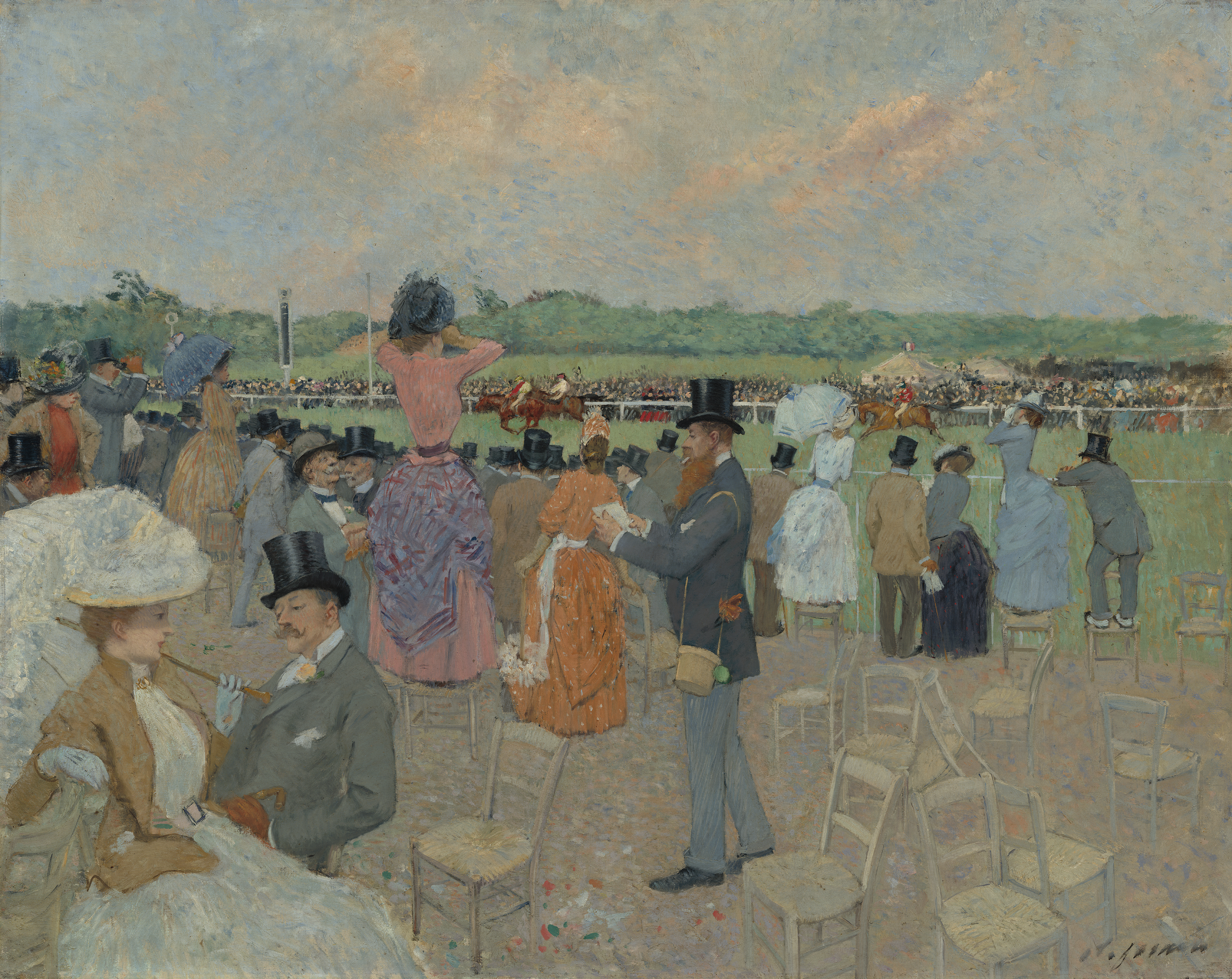
Aux courses à Longchamp (vers 1891), Washington, National Gallery of Art.
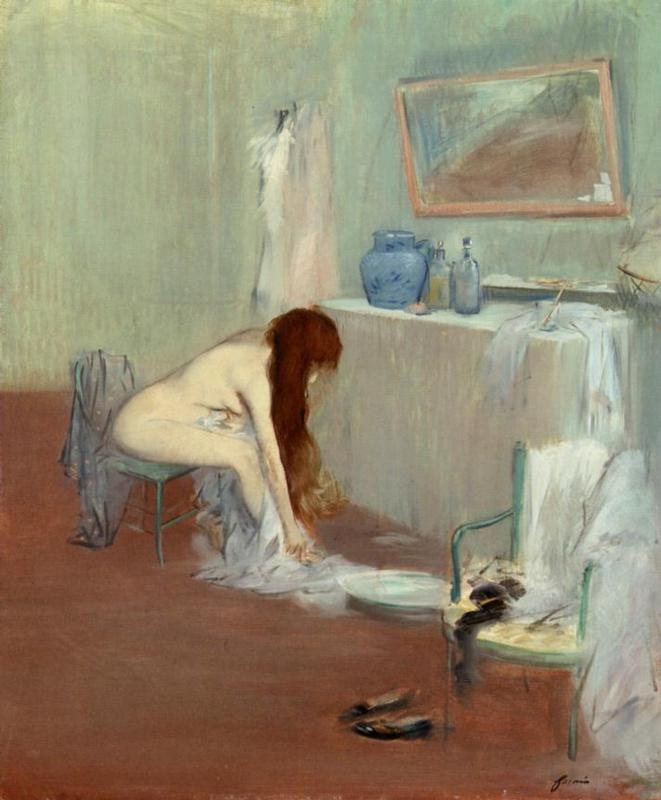
Femme à sa toilette (vers 1895-1896), Mexico, musée Soumaya.
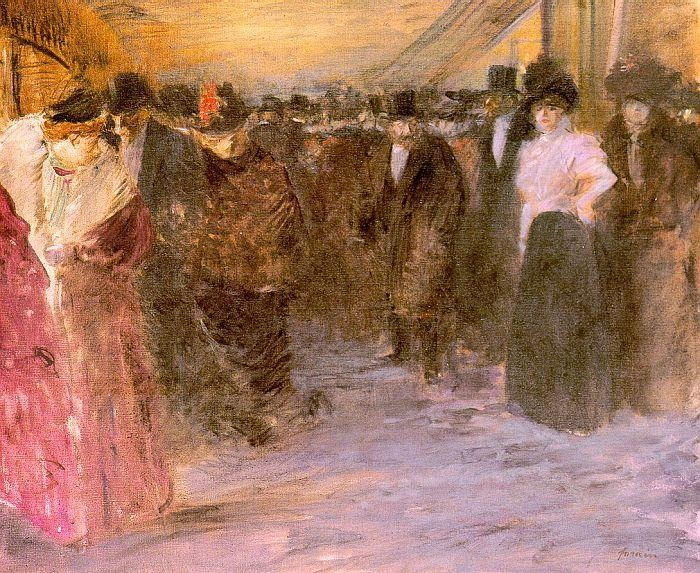
Music-Hall (1895–1896), Saint-Pétersbourg, musée de l'Ermitage.
Madame Forain pêchant à la ligne (1896), Washington, National Gallery of Art.
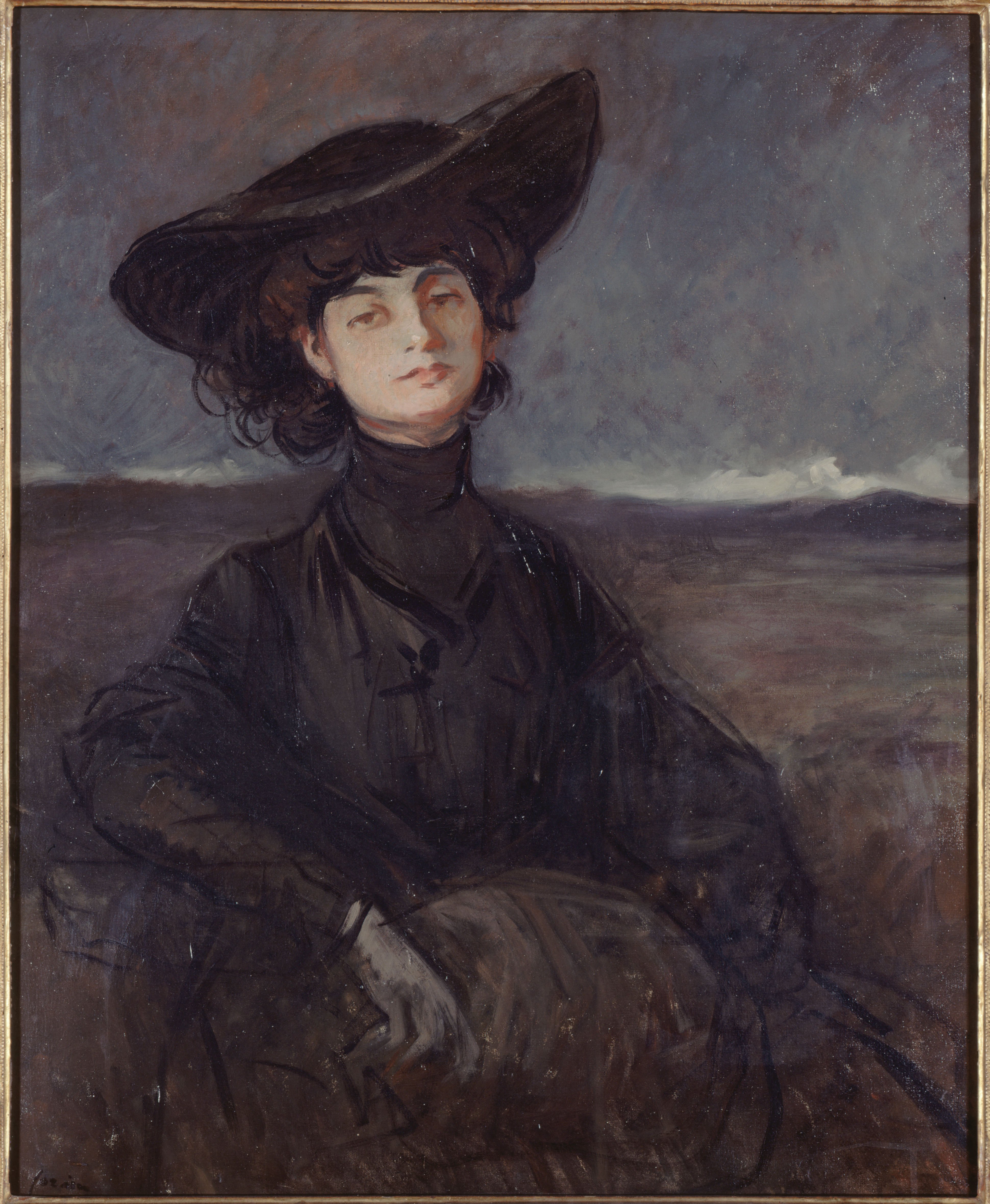
Anna de Noailles (1905), Paris, musée Carnavalet.
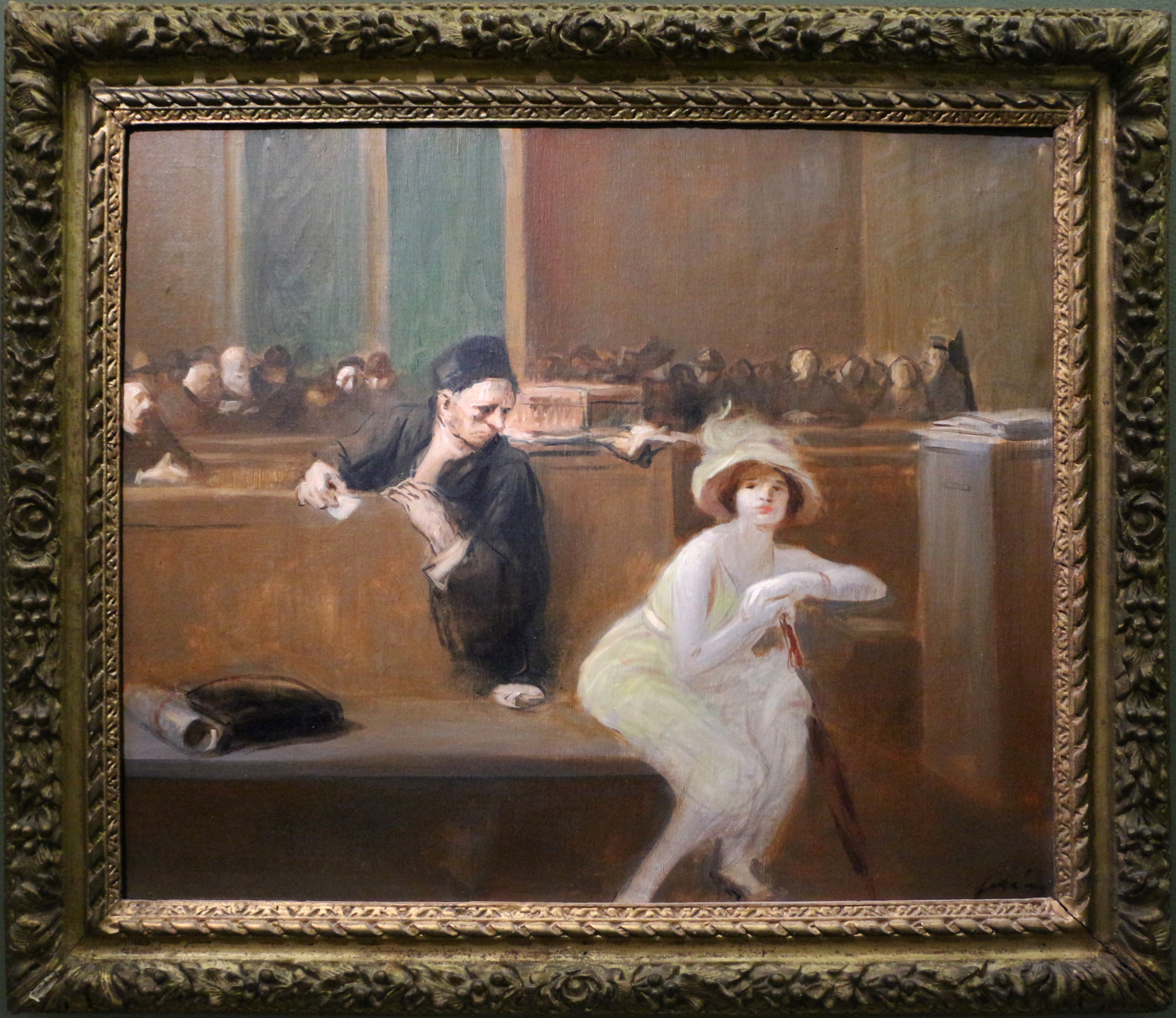
Scène de tribunal (1907), Paris, musée d'Orsay.
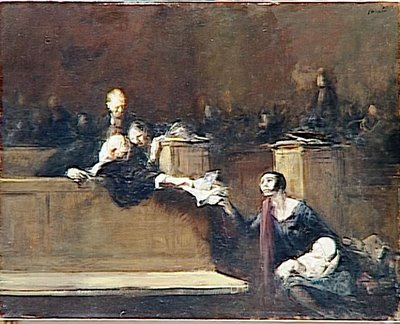
Scène de tribunal (vers 1925) Paris, musée du Louvre.

## Salons
- Salon des artistes français :
  - 1884 : Le Buffet.
  - 1885 : Le Veuf.
  - 1930 : Autoportrait.

## Expositions
- 1879-1886 : 4e, 5e, 6e et 8e expositions impressionnistes à Paris en 1879,1880,1881 et 1886.
- 1913 : exposition monographique à Paris au musée des Arts décoratifs.
- 1945 : Exposition Forain 1852-1931, Salon de la Société nationale des beaux-arts, Paris, palais de Tokyo.
- 1952 : exposition pour le centenaire de Jean-Louis Forain, Paris, Bibliothèque nationale de France, de juin à septembre 1952.
- 1978 : Jean-Louis Forain, Paris, musée Marmottan, de mai à juin 1978.
- 2003 : Jean-Louis Forain, Avignon, musée Angladon ; puis aux Baux-de-Provence musée Yves Brayer.
- 2008 : The Dancer: Degas, Forain and Toulouse-Lautrec, Portland Art Museum.
- 2011 : La Comédie parisienne, rétrospective, Paris, Petit Palais, du 10 mars au 5 juin.

## Ouvrages publiés
- La comédie parisienne (250 dessins). Paris, G. Charpentier et E. Fasquelle, 1892.
- Les temps difficiles (Panama) [30 dessins]. Paris, G. Charpentier et E. Fasquelle, 1893.
- Doux pays (189 dessins). Paris, Librairie Plon, 1897.
- La Vie (30 dessins). Paris, F. Juven, 1897.
- La comédie parisienne (Deuxième série, 188 dessins). Paris, Librairie Plon, 1904.
- De la Marne au Rhin (dessins des années de guerre 1914-1919). Paris, Éditions Pierre Lafitte (coll. des Grands Humoristes), 1920.

## Hommages et distinctions
Commandeur de la Légion d'honneur. Nommé chevalier par décret du 13 juillet 1893, il est décoré par Henry Roujon le 5 août 1893. Promu officier par décret du 15 janvier 1920, il est décoré par l'écrivain Alfred Capus, de l'Académie française, le 5 mars 1920. Promu commandeur par décret du 28 janvier 1928, il est décoré par le compositeur André Messager le 15 février 1928.
Une rue Jean-Louis Forain est ouverte en sa mémoire à Paris 17e à l'emplacement du bastion no 46 de l'enceinte de Thiers dans les années 30.
Reims, ville natale de Jean-Louis Forain, donne son nom à une rue en 1934. Béziers, Le Chesnay ont aussi donné le nom du peintre à l'une de leurs rues. A Tours, il existe un square Jean-Louis Forain.

### Radio
- France info, La fleur au fusil : 14-18 en chansons, Le scandale Forain